# Marin Ljubičić
Marin Ljubičić (sinh ngày 15 tháng 6 năm 1988) là một cầu thủ bóng đá Croatia thi đấu cho FC DAC 1904 Dunajská Streda ở Fortuna Liga. Hiện tại anh là đội trưởng và thi đấu với áo số 4.